# مهنا بن سلطان اليعربي
مهنا بن سلطان اليعربي (توفي 1720)، سادس أئمة دولة اليعاربة. كان أحد الأئمة المنافسين في بداية الحروب الأهلية في عمان في السنوات الأخيرة من سلالة اليعاربة . تولى السلطة لفترة وجيزة في 1719-1720 قبل أن يتم خلعه وقتله.

## خلفية
كان مهنا بن سلطان الأخ الأصغر للإمام سيف بن سلطان (حكم 1692-1711).  والعم الأكبر لسيف بن سلطان الثاني الابن البكر لسلطان بن سيف الثاني (حكم 1611-1718).  كان سيف بن سلطان الثاني يبلغ من العمر اثني عشر عامًا عندما توفي والده عام 1718. نظريًا تم انتخاب مكتب الإمام ، ولكن في الممارسة العملية ورثه أعضاء من اسرة «اليعاربة». لذلك كان يُنظر إلى سيف بن سلطان الثاني على أنه الوريث الطبيعي لوالده.  ومع ذلك ، كان هناك دعم لتعيين مهنا كوصي خللا حكم سيف. 
انعقد اجتماع للشيوخ وغيرهم من الشخصيات البارزة في الرستاق ، حيث تم إقناع القاضي عدي بن سليمان بإعلان سيف بن سلطان الثاني الإمام ، وإن كان ذلك على مضض.   الرغم من أن سيف كان شائعًا بين الناس ، اعتبر العلماء أنه كان صغيرًا جدًا في تولي منصبه وفضل مهنا كإمام.  كان مهنا مؤهلاً تأهيلاً جيدًا لأنه تعلم وحكيم وحذر في قراراته. 

## فتره حكم
يبدو أن مهنا بن سلطان انتخب كإمام من قبل العلماء في مايو 1719 في قلعة نزوى. لم يحصل العلماء أولاً على إجماع قبلي كما هو معتاد.  في نهاية عام 1719 قام أنصار مهنا بتهريبه إلى قلعة الرستاق واعترفوا به كإمام. أثبت مهنا أنه حاكم عاقل حريص على استشارة الزعماء الدينيين حول أي قرارات. ألغى الرسوم الجمركية في ميناء مسقط مما تسبب في مضاعفة التجارة وازدهار الاقتصاد.  في عام 1720 هزم سرب سفن من مسقط سرب من النقل البرتغالي الذي كان في طريقه لالتقاط القوات الفارسية في محاولة لاستعادة جزر الخليج الفارسي التي يسيطر عليها عرب مسقط. 

## خلعه من الحكم ووفاته
ومع ذلك ، لا يزال الجمهور يفضل سيف بن سلطان الثاني ، وأثاره ابن عمه يعرب بن بالعرب.  رفع يعرب القوات وسار في مسقط ، واستولى عليها. ثم استدار نحو الرستاق. مع تقدمه ، هجره مهنا.  حاول مهنا إيجاد الأمان في حصن الرستاق. عرض عليه الحماية إذا غادر. عندما قبل ، تم القبض عليه وإلقاءه في السجن ثم قتل.  توفي حوالي نهاية عام 1720.  بدأ هذا فترة من الأعمال العدائية القبلية العنيفة.  أعاد يعرب بن بلعرب تثبيت سيف بن سلطان الثاني وأعلن نفسه وصيًا خلال أقلية ابن عمه. في مايو 1722 ، اتخذ يعرب الخطوة التالية وأعلن نفسه إمامًا. 